# Arantxa Chávez
Arantxa Chávez Muñoz (* 30. Januar 1991 in Mexiko-Stadt) ist eine mexikanische Wasserspringerin. Sie startet im Kunstspringen vom 1-m- und 3-m-Brett und im 3-m-Synchronspringen.
Chávez startet für den Verein Jalisco in Guadalajara, wo sie von Iván Bautista trainiert wird. Sie bestritt ihre ersten internationalen Wettkämpfe bei der Juniorenweltmeisterschaft 2006 in Kuala Lumpur und 2008 in Aachen und konnte dabei vom 1-m- und 3-m-Brett drei Finalteilnahmen erreichen. Im Erwachsenenbereich nahm sie erstmals an der Weltmeisterschaft 2009 in Rom teil, wo sie vom 1-m-Brett nach dem Vorkampf ausschied. Erfolgreich verlief das Jahr 2011. Chávez gewann vom 1-m-Brett ihren ersten nationalen Titel. Mit Laura Sánchez startete sie bei der Weltmeisterschaft 2011 in Shanghai im 3-m-Synchronspringen, das Duo belegte im Finale Rang neun. Bei der Universiade in Shenzhen gewann sie zudem Silber in der Mannschaft. Chávez setzte sich bei der nationalen Olympiaausscheidung 2012 durch und qualifizierte sich für die Olympischen Spiele in London. Dort belegte sie den 29. Platz von 30 Teilnehmerinnen.